# 66Sick
 (mars 2014).
Si vous disposez d'ouvrages ou d'articles de référence ou si vous connaissez des sites web de qualité traitant du thème abordé ici, merci de compléter l'article en donnant les références utiles à sa vérifiabilité et en les liant à la section « Notes et références ».
Albums de Disbelief
Spreading the Rage
(2003) Navigator
(2007)
66Sick est le sixième album du groupe de death metal Disbelief, sorti le 17 mai 2005. Il fut réalisé sous le label discographique Nuclear Blast, ce qui lui a permis d’être distribué dans le monde entier. Deux des musiques de l'album, "Sick" et "Rewind It All", sont des  singles accompagnés d'un clip vidéo qui sont tous deux disponibles en téléchargement sur le site officiel du groupe.
Cet album est le premier où Disbelief fait usage de Drop D (mais où les accords sont en La♯, et non en Ré).

## Liste des pistes
| No  | Titre                          | Durée |
| --- | ------------------------------ | ----- |
| 1.  | 66 (Intro)                     | 1:44  |
| 2.  | Sick                           | 4:35  |
| 3.  | Floating on High               | 3:22  |
| 4.  | For God?                       | 5:14  |
| 5.  | Continue (From This Point)     | 4:00  |
| 6.  | Crawl                          | 4:02  |
| 7.  | Rewind It All (Death or Glory) | 4:15  |
| 8.  | Lost in Time                   | 6:06  |
| 9.  | Try                            | 3:47  |
| 10. | Edges                          | 5:45  |
| 11. | Mental Signpost                | 2:23  |
| 12. | To Atone for All               | 4:12  |

### Titres bonus
La première édition est fournie avec une housse et quatre titres bonus, qui sont tous des reprises.
| No  | Titre                      | Artiste original | Durée |
| --- | -------------------------- | ---------------- | ----- |
| 13. | Coast to Coast             | Scorpions        | 5:03  |
| 14. | Dogs on Leads              | Accept           | 4:37  |
| 15. | ill the Blood              | Slayer           | 4:39  |
| 16. | Stranger in a Strange Land | Iron Maiden      | 6:03  |